# Masacre de Badajoz
La masacre de Badajoz se produjo en los días posteriores a la batalla de Badajoz, durante la guerra civil española, y fue el resultado de la represión ejercida por el Ejército sublevado contra civiles y militares defensores de la Segunda República española tras la toma de la ciudad de Badajoz por las fuerzas sublevadas contra la República, que se llevó a cabo el 14 de agosto de 1936 por la noche y el 15 de agosto de 1936 por la mañana.
Constituye uno de los sucesos más controvertidos de la guerra, pues el número de víctimas de esta matanza varía ostensiblemente dependiendo de los historiadores que la han investigado. Además, al resultar vencedor de la contienda el bando sublevado jamás se produjo una investigación oficial sobre lo sucedido en la ciudad extremeña. En cualquier caso, las estimaciones más comunes apuntan que entre 1800 y 4000 personas fueron asesinadas, en unos hechos calificados por varias asociaciones de derechos humanos como crímenes contra la humanidad. También se denunciaron estos hechos como genocidio en 2007. La denuncia ante la Audiencia Nacional no prosperó al encontrarse fallecidos los máximos responsables de la matanza y ser un delito que no estaba tipificado cuando se cometió.
Al mando de las tropas que perpetraron la masacre de Badajoz se encontraba el coronel Juan Yagüe quien, tras la Guerra Civil, fue nombrado ministro del Aire por el jefe del Estado Francisco Franco. A partir de estos hechos, Yagüe fue popularmente conocido como el carnicero de Badajoz.
Según el censo, Badajoz tenía 41 122 habitantes en 1930 por lo que, de ser correcta la cifra de 4000 ejecutados, el porcentaje de represaliados alcanzaría el 10% de la población.

## Antecedentes
La situación en Extremadura al estallar la guerra civil el 18 de julio de 1936, contenía una serie de aditamentos que la diferenciaban del resto del país, especialmente debido a la Ley de Reforma Agraria, que otorgó a los campesinos (más del 50% de la población activa) la posibilidad de ser dueños de las tierras que trabajaban, a través de la expropiación a los latifundistas y que produjo un enorme enfrentamiento entre clases sociales, sobre todo cuando en marzo los campesinos de Badajoz decidieron acelerar la entrada en vigor de la ley e invadieron las fincas a las que iba a afectar.
Iniciada la guerra civil, el general Franco ordenó a principios de agosto de 1936 que tres columnas del Ejército de África que él comandaba iniciaran su avance desde el norte de la provincia de Sevilla hacia Madrid por Extremadura. Las mandaban el teniente coronel Carlos Asensio Cabanillas, el comandante Antonio Castejón Espinosa y el teniente coronel Heli Rolando de Tella, todos ellos bajo el mando del teniente coronel Juan Yagüe. Las órdenes que recibieron eran claras: «Propinar a las crueles turbas un mazazo rotundo y seco que las dejase inmóviles». Para ello las columnas compuestas por legionarios y por regulares recurrirían a las mismas tácticas de terror que ya habían empleado en el Protectorado Español de Marruecos con la población local. Avanzaron rápidamente porque los milicianos republicanos que les hicieron frente no tenían la formación militar adecuada, estaban pobremente armados y carecían de cobertura aérea y de artillería. La orden era no tomar prisioneros por lo que a los milicianos que capturaban por el camino los legionarios y los «moros» los fusilaban.
La resistencia al avance de los sublevados la intentó organizar el Comité de Defensa del Frente Popular de Badajoz, presidido por el gobernador civil republicano Miguel Granados Ruiz y del que formaban parte el alcalde de Badajoz Sinforiano Madroñero y varios diputados a Cortes, entre los que se encontraba el socialista Nicolás de Pablo Hernández. Los diputados José Sosa Hormigo y Pedro Martínez Cartón encabezaron sendas columnas de milicianos para enfrentarse a los rebeldes a las que se fueron uniendo hombres que huían del terror de las columnas del Ejército de África, lo que no mejoró su eficacia militar pero sí su sed de venganza que a veces descargaron sobre los derechistas que encontraron en los pueblos que aún no habían caído en poder de los sublevados.
Así lo relató el exalcalde socialista y diputado provincial Cayetano Ibarra en La otra mitad de la historia que nos contaron (2005):

Localidades como Almendralejo, Azuaga, Burguillos del Cerro, Campanario, Campillo de Llerena, Quintana, etc., fueron escenarios de la represión republicana en los primeros momentos del alzamiento. Pero en ninguno de estos lugares, como en Fuente de Cantos, los hechos ocurridos como reacción de las izquierdas ante la sublevación militar, se producen de forma tan inmediata.

Fuente de Cantos fue uno de los pocos lugares que fueron ocupando las columnas sublevadas donde hubo asesinatos de derechistas. Allí unos milicianos enmascarados incendiaron la iglesia con 56 prisioneros dentro, de los que 12 murieron. Cuando la localidad fue tomada por las tropas franquistas se tomaron represalias con creces y se fusiló a 25 supuestos izquierdistas por cada uno de los que habían muerto en la iglesia, entre ellos 62 mujeres, algunas de ellas embarazadas. Además hubo robos y saqueos.
La otra localidad donde hubo derechistas asesinados fue en Almendralejo. Allí las columnas rebeldes encontraron mayor resistencia que en otros lugares y los milicianos cumplieron la amenaza de que quemarían los dos edificios donde tenían a los prisioneros de derechas si las tropas rebeldes entraban en el pueblo. 28 de ellos murieron. La repuesta fue bombardear y quemar la iglesia en cuya torre se habían atrincherado 50 milicianos. A continuación se desató una terrible represión. Varios cientos de personas fueron fusiladas, entre ellas 100 mujeres que antes de ser ejecutadas fueron violadas y humilladas rapándoles la cabeza y obligándoles a tomar aceite de ricino. Los periodistas portugueses que seguían a las columnas se refirieron a Almendralejo como «esta localidad maldita».
Tras la ocupación de Mérida el 11 de agosto, las columnas del teniente coronel Juan Yagüe giraron hacia el oeste para dirigirse hacia Badajoz. Por el camino tomaron Torremayor, Lobón, Montijo, Puebla de la Calzada y Talavera la Real, donde las organizaciones y partidos del Frente Popular habían constituido Comités de Defensa que habían detenido a los derechistas de cada localidad sin que se cometiera ningún asesinato. A pesar de ello Yagüe ordenó a las nuevas autoridades locales que él mismo nombró: «No dejéis a ningún dirigente de izquierdas vivo». Así en Puebla de la Calzada fueron fusilados por los falangistas 29 hombres y una mujer, a quien antes de matarla le habían rapado el pelo y obligado a beber aceite de ricino ―lo mismo que hicieron con otras mujeres de la localidad en la plaza principal del pueblo, a las que hicieron desfilar por las calles mientras la purga hacía efecto―. En Montijo fusilaron a 14 prisioneros, entre ellos el alcalde, a quien además le confiscaron sus tierras ―en los meses y años siguientes fueron asesinadas alrededor de 100 personas―. En Torremayor, un grupo de matones falangistas irrumpieron en el pueblo y detuvieron y asesinaron a tres miembros del Comité del Frente Popular, después de un remedo de «juicio» presidido por el líder de los matones. En Talavera la Real, donde en su huida un grupo de milicianos se había llevado como rehenes a 23 derechistas y a 21 de ellos los habían asesinado a un kilómetro del pueblo, la represión fue brutal, pues se ejecutaron alrededor de 250 personas.
En Badajoz capital no había habido asesinatos de derechistas gracias a la decidida actuación del Comité de Defensa del Frente Popular con el alcalde Sinforiano Madroñero y el jefe de la policía local, Eduardo Fernández Arlanzón, al frente —de hecho cuando Fernández Arlanzón fue condenado a muerte por un tribunal militar muchos derechistas agradecidos pidieron la conmutación de la pena capital por treinta años de prisión, lo que consiguieron—. Fue a raíz del intento de sublevación de la guarnición de la Guardia Civil el 6 de agosto y de los bombardeos diarios de la aviación sublevada que comenzaron el día 7 causando muchas víctimas civiles, cuando hubo represalias que escaparon al control del Comité de Defensa. Fueron asesinadas 10 personas: dos oficiales del Ejército, dos guardias civiles retirados, dos religiosos y cuatro destacados derechistas. Por el contrario, como ha destacado el historiador Paul Preston, «la inmensa mayoría de los prisioneros de derecha detenidos por el comité no sufrieron ningún daño, lo que no impidió la represión posterior en venganza por el "terror rojo"».
El 13 de agosto una escuadrilla de aviones del bando sublevado no lanzó bombas como era habitual desde el día 7 sino miles de octavillas firmadas por el general Franco dirigidas a «los soldados y ciudadanos resistentes en Badajoz» a los que lanzaba una brutal amenaza. «No cabía duda de que se avecinaba la matanza», afirma el historiador británico Paul Preston. La octavilla decía lo siguiente:

Vuestra resistencia será estéril y el castigo que recibáis estará en proporción de aquélla. Si queréis evitar derramamientos inútiles de sangre, apresad a los cabecillas y entregadlos a nuestras fuerzas. El movimiento salvador español es de paz, de fraternidad entre los españoles de orden, de grandeza de la Patria, y a favor de la clase obrera y media; nuestro triunfo está asegurado y por España y su salvación destruiremos cuantos obstáculos se nos opongan. Aún es tiempo de corregir vuestros errores; mañana será tarde. ¡Viva España y los españoles patriotas!

El asalto a Badajoz comenzó al día siguiente.

## La toma de Badajoz

Mapa de las operaciones entre agosto y septiembre de 1936. Como se puede observar, la toma de la provincia de Badajoz era vital para el Bando sublevado, pues comunicaba el grupo de ejércitos del Sur con la zona Norte controlada por el general Mola. En rojo se puede ver la zona controlada por la república, en azul el territorio bajo control de los sublevados y en verde los avances de estos en este período.

La ocupación de Badajoz formó parte del avance desde Andalucía del ejército sublevado hacia el norte de la península. Su asalto era vital para ellos, pues significaba la unión del ejército del sur con el del general Mola que dominaba el norte. La ciudad se encontraba aislada tras la caída de Mérida unos días antes. El asedio fue llevado a cabo por 2250 legionarios, 750 regulares marroquíes, y cinco baterías de artillería, al mando del entonces teniente coronel Juan Yagüe. El ataque final se produjo la tarde del 14 de agosto, tras bombardear la ciudad por tierra (a través de la artillería) y aire (mediante bombarderos trimotor, probablemente Savoia-Marchetti S.M.81 italianos) durante la mayor parte del día. El recinto amurallado era defendido por unos 3000 milicianos republicanos y 500 soldados, al mando del coronel Ildefonso Puigdengolas. Tras abrir una brecha en las murallas por el este, junto a la Puerta de la Trinidad, y lograr el acceso también a la alcazaba, por la Puerta de Carros, se produjo una encarnizada lucha cuerpo a cuerpo, y la ciudad cayó en manos del ejército sublevado.

## La masacre

### Crónicas de corresponsales extranjeros
Se conoce lo sucedido por las informaciones de los periodistas que consiguieron entrar en Badajoz procedentes de la vecina Portugal ya que a los corresponsales que seguían a las columnas de Yagüe no se les dio permiso para que accedieran a la ciudad. Uno de ellos, el portugués Leopoldo Nunes, escribió: «Yagüe nos prohibió la carretera de Badajoz y, además, nos obligó a regresar a Mérida. La descripción de este día de trabajo furioso, durante el cual tres mil nacionales vencieron a más de doce mil marxistas, la escribieron con mayor facilidad los otros periodistas portugueses que llegaron a Badajoz por la frontera portuguesa, con más comodidad que la que tuve yo».
Los primeros en acceder a Badajoz fueron Mario Neves, corresponsal del Diario de Lisboa; Marcel Dany, delegado de la agencia Havas en Lisboa; y Jacques Berthet, corresponsal de Temps. Entraron en la ciudad a las 9,30 horas de la mañana del día 15 de agosto, menos de veinticuatro horas después de que se hubiera producido el grueso de la matanza. En la misma tarde del día 15 Neves enviaba desde Caya un primer despacho, a los que seguirían dos más enviados desde el mismo lugar al día siguiente, y un cuarto enviado desde Badajoz el día 17. En el primero del día 15 recogía el comentario de Yagüe de «no deben ser tantos» ante la creencia extendida por la ciudad de que había habido unos dos mil fusilamientos. Pero fue en los despachos del día 16 en los que Neves entró a explicar lo que había sucedido. Habló de la «columna de humo blanco de más de cincuenta metros de altura» proveniente del cementerio y de que «han perdido la vida en la capital centenares de personas. Y no hay tiempo para darles sepultura». También se refirió a los cadáveres vistos en la plaza de toros y a «algunas decenas de prisioneros» que aguardaban allí su destino. Después describe su recorrido por las calles de la ciudad donde se habían ido retirando los cadáveres que había visto el día anterior. Herbert Southworth reprodujo una parte de este despacho en su libro:
Su último despacho, el del día 17, fue prohibido por la censura portuguesa y nunca se publicó ―hubo que esperar a 1963 para que viera la luz en el libro de Herbert Southworth El mito de la cruzada de Franco―. Era su despacho más importante y se titulaba «No volver nunca».. Comenzaba diciendo: «Quiero dejar Badajoz cueste lo que cueste, lo más rápido posible y prometiéndome a mí mismo que no volveré nunca. Por mucho que me mantenga en la vida periodística, jamás se me presentará acontecimiento tan impresionante como el que me ha traído a estas tierras ardientes de España y que ha logrado destemplar completamente mis nervios».
El primer despacho del segundo periodista, Marcel Dany, fechado el día 15, decía lo siguiente: «La ciudad de Badajoz ha caído esta noche enteramente en poder de las tropas rebeldes. Ha habido ejecuciones masivas. Los combates callejeros han sido encarnizados». Una crónica más amplia aparece publicada en Le Populaire el 16 de agosto ―este mismo despacho aparecerá en la edición parisina del New York Herald Tribune firmado por Reynolds Packard, lo que dará lugar a cierta controversia―:
Casi veinticinco años más tarde Marcel Dany confirmó al historiador Herbert Southworth lo que había contado y vivido. Recordaba que había entrado en la ciudad en las primeras horas de la mañana del día 15 junto con Mario Neves y Jacques Berthet, «mientras las tropas seguían limpiando el barrio alto, mientras se efectuaban registros y arrestos, mientras se fusilaba en la plaza de toros y en las calles y dentro de la catedral todavía estaban los cadáveres de civiles y militares republicanos. En mi relación de entonces no conté más que lo que vi y oí de los testigos directos, ya fuesen detenidos que iban a fusilar o el propio coronel Yagüe, que no ocultaba cuáles eran sus órdenes y el estado de la ciudad».
El tercer periodista, Jacques Berthet, envió su crónica al Temps que la publicó el mismo día 15 de agosto. Tras describir con detalle la toma de Badajoz por las tropas de Yagüe, narró las escenas de las ejecuciones.
Dos días después, el 17 de agosto de 1936, Temps publicaba una nueva crónica con el titular en mayúsculas «NO SON 500, SINO MAS DE 4.000 MUERTOS». En ella se decía: «Las detenciones y ejecuciones en masa continúan; pasan ya de 1.500. Los paisanos que presentan un desgaste especial en el hombro derecho de su vestimenta, provocado por el retroceso de la culata del fusil, son pasados por las armas. Muchas personas relevantes han sido fusiladas en la caserna de la Bomba…». El 19 de agosto Berthet envió un despacho al Temps en el que daba cuenta de la entrega de 59 civiles españoles por las autoridades portuguesas a los sublevados en el paso fronterizo de Caya.
Otros dos periodistas llegaron a Badajoz después de obtener el permiso en Sevilla el día 15. Se trata de Jean d'Esme, de L'Intransigeant, y de René Brut, fotógrafo de la Casa Pathé News, al que se deben las únicas imágenes existentes de las víctimas de las matanzas. Estas mostraban los muertos en los paredones y las hileras de cadáveres calcinados o esperando serlo en el cementerio de Badajoz ―un periodista mucho después dijo que esas imágenes eran la premonición de Auschwitz; el propio Brut afirmó: «la toma de Badajoz se recordará como el colmo del horror. Acarreó la ejecución de más de mil sospechosos en la plaza de toros de la ciudad y en las cercanías del cementerio»―. La crónica que envió Jean d’Esme a su periódico fue publicada el 18 de agosto.
Más tarde dos periodistas estadounidenses también informaron sobre lo sucedido en Badajoz: Jay Allen, corresponsal del Chicago Tribune y del London News Chronicle, y John T. Whitaker, corresponsal del New York Herald Tribune. El Chicago Tribune publicó el 30 de agosto un artículo de Allen fechado en Elvas el 25 ―había cruzado la frontera portuguesa y entrado en Badajoz el día 23― con el título «Carnicería de 4000 en Badajoz, Ciudad de los horrores» y que comenzaba con la frase: «Esta es la historia más dolorosa que por mi azar me tocó realizar».
Por su parte John T. Whitaker envió varias crónicas. Una de ellas incluía la entrevista con el teniente coronel Yagüe en la que reconocía abiertamente la matanza.

El coronel Yagüe, que mandaba las fuerzas franquistas en Badajoz, se reía al oír los desmentidos sobre las matanzas. ‘Naturalmente que los hemos fusilado ―me dijo―. ¿Qué se podía esperar? ¿Pensaban que me llevaría conmigo a cuatro mil rojos mientras mi columna avanzaba luchando contra reloj? ¿Debería dejarlos en libertad a mis espaldas, permitiéndoles que hicieran nuevamente de Badajoz una ciudad roja?

Además de Neves, otros periodistas portugueses también entraron en Badajoz, como Mario Pires a quien lo que vivió allí lo trastornó completamente y hubo de ser internado en un centro especial. Su crónica del 16 de agosto hablaba de fusilamientos en la plaza de toros.
El 15 de agosto, el Premio Nobel de Literatura francés François Mauriac, publicó en primera plana de Le Figaro un artículo sobre los sucesos de Badajoz que conmocionó a la opinión pública. También el 18 de agosto el diario suizo Journal de Genève informaba en páginas centrales de que 1500 personas habían sido ya ejecutadas. Ese mismo día Le Populaire también publicó un artículo sobre la matanza.

### Testimonios
Aunque debido a los años transcurridos apenas quedan supervivientes entre los testigos de estos sucesos, el historiador pacense Francisco Pilo localizó a varios de ellos y plasmó sus testimonios en uno de sus libros, Ellos lo vivieron, entre los que destaca el de un empleado del ayuntamiento:

La guardia civil fue a buscarlo a su casa a las tres de la madrugada del 15 de agosto, "porque había trabajo". (...) Uno de los civiles dijo que cogiera el camión del corral, que nos teníamos que ir a la plaza de toros. (...) A las tres y media llegaron a la plaza. "Dentro del ruedo, a mano izquierda, había varios muertos en fila y nos dijeron que los cargáramos en el camión y nos los lleváramos al cementerio". Volvieron a la plaza y dentro "había más muertos, pero no todos juntos, sino un montón aquí y otro más allá. Después supe que los sacaban por tandas y los iban fusilando. Aquel día dimos por lo menos seis viajes".

El testimonio aportado por la miliciana de las Juventudes Socialistas Unificadas, María de la Luz Mejías Correa da una idea de la magnitud de la matanza:

"El montón de muertos que fusilaron ahí llegaba a la ventana del Ayuntamiento de Badajoz. La sangre corría por la calle del Obispo abajo, por la calle Magdalena y por la calle Socorro. Ahora está muy alto porque hay adoquines en las calles, pero entonces estaba más bajo el pavimento y la sangre corría por la calle Magdalena para abajo como agua de lluvia. Y por la calle del Obispo abajo y toda la plaza estaba llena de sangre de los muertos que hubo allí. No sé a cuántos mataron pero fueron muchos en toda la ciudad. Fusilaron allí, fusilaban en la Plaza de toros y en las paredes del cementerio. Mi cuñada Antonia estuvo buscando el cuerpo de su marido y no dio con él. Al parecer, cargaban los muertos en camiones y carros, los llevaban al cementerio y los echaban a las fosas comunes. Así fue como pasó esto.
Mejías Correa, María de la Luz

### La invención de la «fiesta» en la plaza de toros por la prensa republicana
En el Madrid republicano solo una semana después se comenzó a hablar de «lo de Badajoz» y la sed de venganza por lo ocurrido probablemente influyó en la Matanza de la cárcel Modelo de Madrid del 22 de agosto. El periódico La Voz informó de la matanza en varios artículos publicados en el mes de septiembre. El día 17 publicaba uno sobre el fotógrafo René Brut y el 22 hablaba de la «bestia carnicera que diríase arrancada del Apocalipsis», en referencia al teniente coronel Juan Yagüe, y de la matanza de 1.500 personas en la plaza de toros ―este último artículo se inspiraba probablemente en un informe del Colegio de Abogados de Madrid, firmado por Eduardo Ortega y Gasset, sobre la represión de los sublevados (sobre «la serie interminable de crímenes y barbaries cometidas por los fascistas españoles», titulaba un periódico) y que mencionaba lo sucedido en Badajoz: «En Badajoz, al entrar las fuerzas fascistas, encerraron en los corrales de la plaza de toros a 1.500 obreros. Colocaron ametralladoras en los tendidos de la plaza y haciendo salir a aquellos a la arena los ametrallaron impíamente. En terrible amontonamiento permanecieron los cadáveres en el ruedo. Algunos obreros quedaron heridos y nadie atendió los lamentos de su agonía»―.
Pero un mes después, cuando las fuerzas franquistas estaban a las puertas de Madrid, La Voz publicó un artículo que tendría una gran repercusión ―y que sería utilizado por los sublevados como «prueba» de que la matanza de Badajoz era una «leyenda»―. En el artículo se decía que el 14 de agosto en la plaza de toros de Badajoz se había celebrado una especie de «fiesta» presidida por Yagüe y Castejón en la que los detenidos ―hombres, mujeres, ancianos y niños― tras hacerlos salir por los chiqueros al ruedo fueron ametrallados, tras dar la orden Yagüe alzando un pañuelo, en medio de las risas y los aplausos frenéticos del público derechista, hombres y mujeres, civiles y eclesiásticos, que llenaban los tendidos con sus mejores trajes y vestidos. Al final una banda tocó la Marcha Real, se cantó el falangista Cara al Sol y Yagüe, vitoreado, se dirigió a la multitud: «Cuando lleguemos a Madrid lo repetiremos en la plaza Monumental». Lo cierto es que la pretendida «fiesta» nunca ocurrió ―Hugh Thomas escribió: «El 27 de octubre de 1936, en La Voz, de Madrid, se publicó una versión completamente falsa de esta matanza, en la que se acusaba a Yagüe de haber organizado una fiesta en la que se había fusilado a los prisioneros ante la flor y nata de la sociedad de Badajoz, y que tuvo efectos desastrosos, pues provocó represalias en Madrid»― aunque la historia tuvo un enorme impacto y dio la vuelta al mundo ―en una fecha tan tardía como 1966, se añadió que a algunos de los que iban a morir se les puso antes banderillas, y más tarde que habían sido estoqueados, y todavía en plena transición democrática varios medios, como las revistas ‘’Tiempo de Historia” e Interviú, reprodujeron la versión de la «fiesta»―.
El objetivo de la La Voz era evidentemente elevar la moral del pueblo de Madrid ante el inminente ataque de las fuerzas sublevadas ―en la parte final del artículo se decía: «Ya lo sabéis, madrileños. Yagüe, delegado de Mola, Franco, Queipo, Cabanellas y demás generales sublevados contra España, se propone repetir en Madrid, en mucha mayor escala, lo que ya hizo en Almendralejo y Badajoz.[…] Quieren matar a cien mil madrileños… Por otra parte han prometido a los moros y a los del Tercio dos días completos de saqueo para indemnizarles de sus fatigas y peligros actuales. En el botín, como es natural, entran las mujeres… Ya sabe el pueblo de Madrid lo que le aguarda, si no quisiera defenderse, lo que no creemos en modo alguno. La muerte para muchos. La esclavitud para los demás. Los que vienen contra él sedientos de sangre y anhelosos de saqueo son los de Badajoz»―. Por otro lado, sí que hubo un desfile por las calles de Badajoz con bandas de música el día 20 y cuyo colofón fue el asesinato de varios republicanos, entre ellos el alcalde Sinforiano Madroñero y el diputado socialista Nicolás de Pablo.

### Reconstrucción de los hechos por historiadores

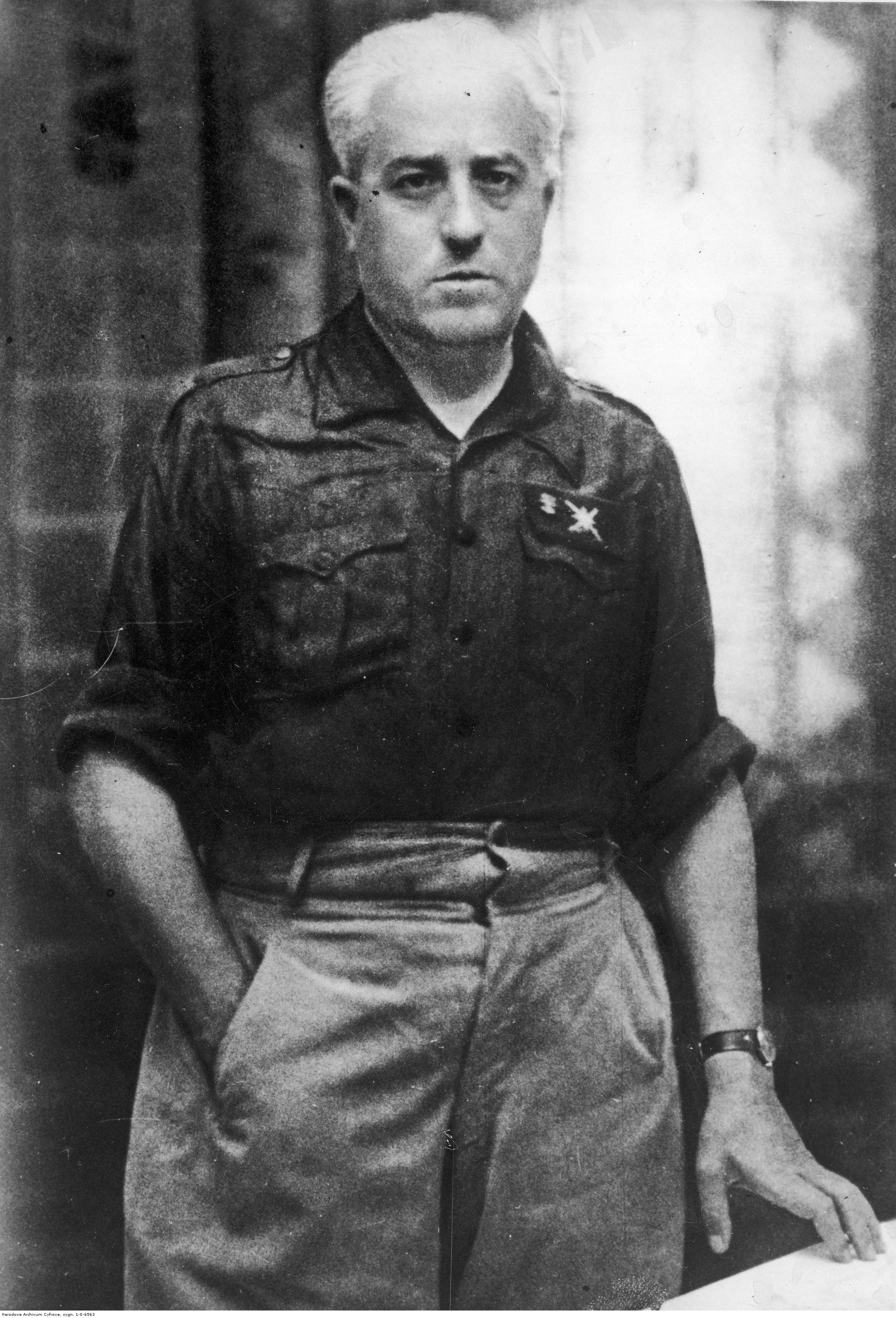
Teniente coronel Juan Yagüe. Mandó las tropas que perpetraron la matanza de Badajoz.

A partir de las crónicas de los corresponsales extranjeros y de los testimonios de los supervivientes, algunos historiadores han intentado reconstruir lo que sucedió en Badajoz tras su toma por las tropas sublevadas, llegando a la conclusión de que la ciudad fue sometida a una durísima represión. Por tres razones, según Francisco Espinosa Maestre: «por lo que la ciudad representaba (una zona de amplia implantación socialista vanguardia de la reforma agraria), por la resistencia ofrecida (mayor de la habitual aunque menor de la propagada por los ocupantes para justificar la matanza), y como advertencia para otros lugares de la ruta y especialmente para Madrid». La represión se convirtió en una masacre que se inició el mismo día 14 y que se prolongó durante los días que permaneció el teniente coronel Juan Yagüe en Badajoz, de 14 al 18 de agosto. Las víctimas fueron los militares, los carabineros y los milicianos que defendieron la ciudad. Además, se produjeron saqueos y a los legionarios y a los regulares se les permitió vender en las calles y plazas todo lo que habían robado. Dado el gran número de cadáveres se optó por quemarlos tras apilarlos en hileras en la explanada interior del cementerio. Más adelante fueron enterrados en fosas comunes. La plaza de toros utilizada desde el principio como centro de reclusión y de represión se convirtió en lugar de memoria del terror desatado en Badajoz tras su ocupación. Como relató un médico de Badajoz que logró escapar: «la entrada de éstos en Badajoz fue algo terriblemente espantoso. El saqueo, los atropellos de toda clase a la población civil, los asesinatos de gente indefensa, etc., fueron la nota constante».
El método para las ejecuciones fue el fusilamiento o ametrallamiento indiscriminado en grupo de personas participantes en la defensa de la ciudad o sospechosas de simpatizar con la República. Fueron llevadas a cabo por los legionarios y regulares moros procedentes del norte de África, fuerzas de la Guardia Civil y mandos locales de Falange Española. Posteriormente, la mayoría de los cuerpos fueron quemados junto a las tapias del Cementerio de San Juan. Según testimonios de algunos supervivientes, los fusilamientos se producían en grupos de 20, y luego se trasladaban los cadáveres en camiones al antiguo cementerio, donde eran incinerados y posteriormente depositados en fosas comunes.
El general Franco desde Sevilla felicitó a Yagüe «por su brillantez y valerosa actuación para llevar a efecto la ocupación de Badajoz». «Cuando las tropas luchan por la más justa de las causas, cual es la salvación de la Patria, y cuando además son tan sufridas y valientes como las de su mando, resultan invencibles», añadió el general Franco. En el preámbulo del bando de guerra «en bien de la Patria y de la República» que proclamó Yagüe el 14 de agosto se decía:

Españoles:
Las circunstancias extraordinarias y críticas por que atraviesa España entera; la anarquía que se ha apoderado de las ciudades y los campos, con riesgos evidentes de la Patria, amenazada por el enemigo exterior, hacen imprescindible el que no se pierda un solo momento y que el ejército, si ha de ser salvaguardia de la Nación, tome a su cargo la dirección del país, para entregarlo más tarde, cuando la tranquilidad y el orden estén restablecidos, a los elementos civiles preparados para ello.

### Consecuencias
Muchos de los que habían conseguido huir a Portugal serían devueltos por la Dictadura salazarista aliada del bando sublevado y ejecutados en su mayoría. Otros en cambio serían acogidos por familias portuguesas y repatriados a la zona republicana por vía marítima a bordo del buque Nyassa. Tras la caída de la ciudad, el alcalde Sinforiano Madroñero y el diputado Nicolás de Pablo, ambos socialistas, cruzaron la frontera y huyeron a Portugal, pero fueron localizados por efectivos del régimen portugués y entregados a las tropas franquistas, que los fusilaron en Badajoz el 20 de agosto, frente a un frontón y sin juicio previo.
Cuando las columnas de Yagüe se marcharon de Badajoz para continuar su avance hacia Madrid, se hizo cargo de la represión el coronel Eduardo Cañizares Navarro, nuevo gobernador militar de la provincia, y el teniente coronel Manuel Pereita Vela, delegado de Orden Público, un hombre de confianza del general Queipo de Llano. Nada más ocupar el cargo el coronel Cañizares envió un amplio informe al general Franco en el que reconocía que en toda la provincia de Badajoz había habido «excesiva represión». Sobre los huidos le dijo: «en mi opinión hay muchos que no vienen a nuestro lado por temor a ser ejecutados». Y sobre el estado de los vecinos en general afirmó lo siguiente (sólo había pasado una semana desde la matanza):

Muy abatida en el campo y en la plaza. Ya y para levantarla he organizado un desfile, unas manifestaciones y gran propaganda, pero son poco sensibles y el susto no acaba de salirles del cuerpo.

Hasta noviembre de 1936 en que fue relevado, Pereita fue responsable de 2580 muertes en toda la provincia, en la mayoría de los casos sin investigación previa y contando con la ayuda de falangistas locales ―además se ha denunciado que amasó una fortuna con la confiscación de los bienes de sus víctimas―. Según Paul Preston, la represión también afectó a mujeres republicanas; unas fueron asesinadas y otras sometidas a distintas humillaciones públicas. El cónsul portugués en Badajoz, que había sido objeto de un homenaje por parte de las nuevas autoridades franquistas como representante de Portugal, envió un informe a su gobierno unas semanas después de los sucesos de Badajoz hablando de los sucesos represivos.
Según Paul Preston, el propio teniente coronel Yagüe comentó: «Mañana, cuando hayamos concluido definitivamente la limpieza, todo estará listo para ampliar la operación. Ahora que ya hemos liquidado a los moscovitas, ésta vuelve a ser una ciudad española». Preston cree que «los sucesos de Badajoz eran además un mensaje para advertir a los ciudadanos de Madrid de lo que ocurriría cuando las columnas llegaran a la capital de España».
Antes de continuar su avance en dirección a Madrid Yagüe organizó pequeñas unidades integradas por falangistas, requetés, derechistas y guardias civiles bajo el mando de un oficial para que ocuparan y «limpiaran» las localidades de la parte sur y occidental de la provincia de Badajoz que no habían sido tomadas por sus columnas. Estas unidades cumplieron con el cometido que se les había asignado y en cada pueblo que fueron ocupando se repitió la represión.
Los que consiguieron huir se unieron a los miles de refugiados, incluidos muchas mujeres y niños, que cargados con sus pertenencias y sus animales intentaban llegar a la zona republicana encabezados por unos cientos de milicianos pobremente armados. Los dos grupos más numerosos habían partido de Valencia del Ventoso en el sudoeste de la provincia para dirigirse hacia el este formando la llamada «Columna de los Ocho Mil». Un primer grupo integrado por 2000 personas alcanzó las líneas republicanas en Castuera, al noreste de la provincia de Badajoz. El segundo grupo integrado por 6000 personas sufrió una emboscada a mitad de camino, a la altura de Fuente del Arco, por una fuerza bien armada enviada por el general Queipo de Llano desde Sevilla. Murieron cientos de ellos. A 2000 supervivientes que no lograron escapar se los llevaron a la cercana localidad de Llerena. En el cementerio de la localidad la mayoría fueron asesinados y al parecer antes de matarlos fueron obligados a cavar sus propias fosas. Muchas mujeres fueron violadas. El 18 de septiembre, en uno de sus habituales discursos radiofónicos Queipo de Llano festejó la «limpieza de focos constituidos por gente evadida de Sierra Morena». El diario ABC de Sevilla tituló el 19: «Entre Reina y Fuente del Arco cae en una emboscada una columna marxista, siendo deshecha totalmente». Francisco Espinosa Maestre comenta que el diario había convertido «a aquel grupo de huidos en “marxistas fugitivos” y a la cobarde emboscada realizada por los golpistas en victoriosa batalla». El capitán que dirigió la encerrona fue condecorado con la medalla al mérito militar.
El oficial Hans von Funck, agregado militar de la Alemania nazi y uno de los pocos militares alemanes de alta graduación que estuvieron presentes en las operaciones del Ejército Sur, envió un informe a Berlín en el que desaconsejaba el envío de tropas regulares alemanas a España, porque, textualmente: «él es un soldado acostumbrado a la lucha, que ha combatido en Francia durante la Gran Guerra, pero que jamás ha contemplado la brutalidad y la ferocidad con que el Ejército Expedicionario de África desarrolla sus operaciones. Por ello desaconseja el envío de tropas regulares alemanas a España, porque, ante tal salvajismo, los soldados alemanes se desmoralizarían». Von Funck era un aristócrata prusiano que tuvo un destacado protagonismo en la Segunda Guerra Mundial como comandante de la 7.ª División Panzer.

## Controversias sobre los hechos
La reacción del mando sublevado ante las noticias que habían aparecido en la prensa de Europa y de Estados Unidos fue inmediata negando lo ocurrido, persiguiendo y desacreditando a los periodistas que habían informado y lanzando una campaña sobre las «atrocidades» y los «desmanes» cometidos por los republicanos en Andalucía ―a partir de entonces no se permitiría a ningún periodista entrar en una localidad hasta 48 horas después de haber sido tomada―. Así, Luis Bolín, encargado de Prensa y Propaganda del bando sublevado, intentó que las imágenes tomadas por René Brut no se difundieran. Brut fue detenido por orden de Bolín el 8 de septiembre. Pocos días después fue puesto en libertad y expulsado del país. A cambio la Pathé News devolvió la película convenientemente retocada a Sevilla y las imágenes fueron retiradas de la circulación. El entonces embajador de los Estados Unidos, Claude G. Bowers, relató en su libro Misión en España la brutalidad de la «horrible carnicería de Badajoz», y reveló la detención y posterior desaparición del fotógrafo que mostró al mundo las instantáneas de la matanza.

Marcel Dany y Jean d’Esme también fueron expulsados de la zona sublevada. Por su parte Jean Berthet fue detenido en Portugal, y expulsado del país. Mario Neves también fue detenido e interrogado por la policía salazarista sobre sus visitas a Badajoz. Por otro lado, las autoridades del bando sublevado advirtieron a los periódicos que tenían corresponsales  en España de que perderían la acreditación si contaban con periodistas «indeseables».
Uno de los hechos relacionados con la negación de los sucesos de Badajoz estuvo protagonizado por el comandante inglés Geoffrey McNeill-Moss que al año siguiente publicó en Londres The legend of Badajoz (‘La leyenda de Badajoz’, 1937) en el que negó que la matanza se hubiera producido, poniendo en duda las crónicas periodísticas  y resaltando las supuestas contradicciones existentes en sus relatos. Uno de los periodistas cuya profesionalidad fue puesta en duda por McNeill-Moss, el portugués Mario Neves, publicó una carta en su periódico Diario de Lisboa en diciembre de 1937 para defender su integridad como corresponsal. A pesar de la carta, otros escritores como el alemán Helmuth Dahm, siguieron afirmando que Neves no había estado en Badajoz sino que «estaba instalado en Elvas y escribió lo que oyó decir».
Uno de los argumentos que utilizó MacNeill-Moss fue negar la veracidad de la noticia firmada por Reynolds Packard porque él no había estado en Badajoz ―se encontraba en Burgos en el momento de la matanza―. En realidad el despacho había sido escrito por Marcel Dany. La propaganda franquista, tanto dentro como fuera de España, y la historiografía del mismo signo recurrieron a la obra de McNeill-Moss para negar la matanza. Así, el británico Arnold Lunn escribió en 1937 tras publicarse la obra de MacNeill-Moss: «El mito de Badajoz ha sido desenmascarado… El más popular de todos los mitos rojos es el de las famosas matanzas de Badajoz… Los falsos asesinatos atribuidos a los nacionales». Otro profranquista, el padre Joseph B. Code declaró: «Se ha descubierto que en Badajoz no hubo matanzas en absoluto».
La noticia firmada por Packard también fue utilizada como argumento por otro propagandista, Douglas Jerrold, en su publicación de 1937 con el título «Propaganda roja en España», en el que además de negar la matanza de Badajoz también negaba el bombardeo de Guernica.
Uno de los primeros en denunciar los fallos de la obra de McNeill-Moss fue Arthur Koestler en su Spanish testament publicado también en Londres en 1937. En esta publicación denunció que se había manipulado las noticias que habían publicado Berthet, Dany o Neves. Francisco Espinosa Maestre señala que «el engaño de The legend of Badajoz se sustentaba en que muy pocos ingleses conocían la prensa portuguesa».
Sin embargo, la obra de McNeill-Moss en la que se negaba la matanza fue la versión que predominó durante las décadas siguientes y llegó a ser aceptada, en mayor o menor grado, por los diversos historiadores extranjeros que se ocuparon del tema ―también por algún exiliado español como Salvador de Madariaga que escribió que McNeill-Moss «ha demostrado que hubo una gran fabricación de telegramas y de informes sobre los sucesos, realizados por la gente de prensa o por las agencias interesadas en dañar la reputación del Ejército rebelde»―. Caló la idea de que en realidad ningún periodista extranjero había estado en Badajoz y de que por tanto las informaciones que se habían publicado eran falsas. Ni siquiera Hugh Thomas se llegó a librar completamente de esta versión dominante a pesar de que en su libro sobre la guerra civil española publicado en 1961 sí diera credibilidad a lo que habían contado los corresponsales extranjeros: redujo el número de muertos a 200 ―en la segunda edición de 1976 reconoció que habrían sido muchos más, aunque «probablemente nunca se sabrá el número exacto de muertos»― y de Yagüe escribió que había dado la orden de la matanza pero que al mismo tiempo había impedido que los «moros» «castraran los cadáveres de sus víctimas (un rito de guerra moro)». Quien sí afirmó la existencia de la matanza de Badajoz fue Gerald Brenan cuyo libro The Spanish Labyrinth de 1943 fue publicado en castellano por Ruedo Ibérico en París en 1962 ―y prohibido por la censura franquista, como el libro de Thomas también traducido por Ruedo Ibérico un año antes―.
Por su parte, historiadores afines al bando sublevado refirieron solo las acciones de guerra de la toma de la ciudad, como hizo Manuel Aznar Zubigaray en Historia militar de la guerra de España, o lo consideraron una pura invención republicana, como se hacía en la oficial Historia de la Cruzada: los milicianos «necesitaban justificar su huida, y para ello comenzaron a inventar verdaderas leyendas de ferocidad y terror, a fin de soliviantar los ánimos y buscar una fácil compensación a los desastres militares». Por su parte Luis María de Lojendio en Operaciones militares de la guerra de España escribió: «Había cadáveres por todas partes en Badajoz. Eso fue sin duda la base de la trágica leyenda de Badajoz que ha sido utilizada por la propaganda marxista». En ningún caso se explicaba qué decían las «leyendas de ferocidad y terror». Southworth comentó en 1963: «Los escritores del régimen de Franco tienen razón al temer a los periodistas; sin ellos, el régimen podría, hoy, proclamar a los cuatro vientos que en Badajoz no se fusiló a nadie». Francisco Espinosa Maestre escribió 40 años después: «De no ser por el escándalo provocado por las crónicas de prensa que escaparon al control de los sublevados, la matanza de Badajoz serían tan desconocida como las demás que tuvieron lugar en toda la zona ocupada».
En 1963 Juan José Calleja  publicó una biografía del teniente coronel Juan Yagüe titulada Yagüe, un corazón al rojo en la que le exculpaba de lo sucedido en Badajoz, minimizando además lo ocurrido allí. Argumentaba, como McNeill-Moss, que los periodistas extranjeros no habían estado realmente en Badajoz y que lo que habían escrito es lo que les habían contado los republicanos que habían huido y se habían refugiado en Portugal. Calleja justificaba lo que hubiera podido ocurrir allí como el resultado de las «represiones» que «al igual que en otros lugares y por ambos lados» se produjeron «al principio de la guerra». Y a continuación escribía: «Falseando el hecho, desgraciadamente cierto, de la represión ―triste secuela de toda guerra civil― la propaganda roja prefabricó a su antojo en España e hizo circular una calumniosa versión que presentaba al castellano presidiendo en la plaza de toros un acto horrendo...».  Según Espinosa Maestre, la historia de la «fiesta» inventada por La Voz se volvía en contra de los que la habían redactado. En cuanto a la responsabilidad concreta de Yagüe Calleja escribía: «Está fuera de toda duda que, en aquellos confusos momentos, de haber podido evitar los primeros excesos ―durante su breve estancia en Badajoz― Yagüe lo hubiera hecho con la misma energía y humanitarismo con que cortó ensañamientos y saqueos, pero, desgraciadamente, no estuvo en su mano el poder impedirlo».
Herbert R. Southworth en El mito de la cruzada de Franco, publicado en París en 1963 por la editorial Ruedo Ibérico, criticó la «leyenda de Badajoz». Para ello se puso en contacto con tres de los periodistas que habían informado de la matanza (Mario Neves, Marcel Dany y Jay Allen; no pudo localizar a Jacques Berthet) quienes ratificaron la veracidad de lo que habían escrito en sus crónicas. Para Southworth el libro de McNeill-Moss era un «documento de pacotilla» que no probaba «ninguno de los argumentos franquistas sobre Badajoz». Southworth demostró que MacNeill-Moss suprimió los párrafos más comprometedores para la causa sublevada de los despachos enviados por los corresponsales, y que incluso ignoró la crónica del portugués Mario Neves fechada el día 16. Además reprodujo la carta de protesta contra McNeill-Moss que escribió Neves y que publicó su periódico el Diario de Lisboa en diciembre de 1937. Southhworth concluía: «Un análisis del folleto de McNeill-Moss demuestra que es uno de los más pobres trabajos de investigación realizados durante la guerra. Este folleto contiene numerosas contradicciones».
El general Ramón Salas Larrazábal en su obra Pérdidas de guerra (1977) afirmaba que en la provincia de Badajoz solo habían perdido la vida a causa de la represión de los sublevados durante toda la guerra 176 personas. Añadía que las cifras que se habían dado sobre la represión en la ciudad de Badajoz habían sido «notablemente exageradas». José Manuel Martínez Bande en La marcha sobre Madrid, de 1982, reedición de la publicada en 1968, volvía a negar la matanza de Badajoz calificada como «fantástica leyenda» y que la represión se había realizado tras «juicios sumarísimos»: «Sobre la ocupación de Badajoz la propaganda montó una fantástica leyenda, en la que la crueldad y el frío sadismo de las fuerzas nacionales alcanzaban las más altas cimas. Resulta indudable que las bajas experimentadas por una y otra parte fueron cuantiosas, así como las ejecuciones llevadas a cabo tras la ocupación de la ciudad, luego de juicios sumarísimos».
El mismo año de la reedición del libro de Martínez Bande la cadena británica Granada Televisión emitió un documental sobre la guerra civil española que incluía las imágenes sobre la matanza de Badajoz de René Brut y el testimonio del periodista Mario Neves, que no había vuelto a Badajoz desde 1936. La repercusión del documental animó a Neves a escribir el libro La matanza de Badajoz, que editaría la Junta de Extremadura en 1986. Tres años antes Justo Vila había publicado Extremadura: la guerra civil, libro en el que dedicaba un amplio espacio a la matanza de Badajoz y en el que daba el punto de vista de los vencidos. Y el mismo año de la edición del libro de Neves el diario Hoy publicaba en fascículos La guerra civil en Extremadura de los profesores de la Universidad de Extremadura Juan García Pérez y Fernando Sánchez Marroyo. En 1999 Alberto Reig Tapia en Memoria de la Guerra Civil. Los mitos de la tribu dedicaba un capítulo del libro a la matanza de Badajoz titulado «Los mitos de la sangre: la Plaza de Badajoz», en el que hizo una crítica exhaustiva a la «leyenda» concluyendo que «la auténtica “leyenda” de Badajoz no es otra que la puesta en circulación por la propaganda franquista y su pretendida “historiografía”».
En 2003 se publicó el libro de Francisco Espinosa Maestre La columna de la muerte. El avance del ejército franquista de Sevilla a Badajoz. Una parte importante del mismo estaba dedicada a la matanza de Badajoz, situada en el contexto de la brutal represión desplegada por las columnas de Yagüe por cada uno de los pueblos de la provincia por los que fueron pasando hasta llegar a la capital. El libro incluía un apéndice con el listado de las 244 personas víctimas de la represión republicana en Badajoz y en su provincia, y las 6.610 víctimas de la represión de los sublevados, de las que 1349 correspondían a la capital. Los nombres procedían de los registros civiles de las 85 localidades de la provincia de Badajoz investigados por el autor. Al final del libro Espinosa Mestre concluía que «existió una intención previa de dar un fuerte escarmiento a Badajoz, por mantenerse fiel a la República y por ser la capital de la provincia más comprometida con la Reforma Agraria».
El libro de Espinosa Maestre fue objeto de duros ataques por parte del escritor revisionista Pío Moa, que venía sosteniendo que no había habido ninguna matanza en la plaza de toros de Badajoz. En uno de los artículos que publicó este autor acusaba a Espinosa de no trabajar «tanto por esclarecer los hechos como por demostrar la maldad incomparable de los “fascistas”», para a continuación considerarlo «columnista del enredo», continuador de una «masiva e inescrupulosa propaganda», portador de una nula «calidad moral e historiográfica», «mentiroso», «bellaco», «seudohistoriador» y «sembrador de odios». Espinosa Maestre le respondió en un pequeño libro de algo más de 100 páginas titulado El fenómeno revisionista o los fantasmas de la derecha española. Sobre la matanza de Badajoz y la lucha en torno a la interpretación del pasado, publicado en enero de 2005.

## Cifras de víctimas
Los periodistas Berthet y Dany, que estuvieron en Badajoz al día siguiente del grueso de la matanza, sostuvieron que había habido de 600 a 800 bajas en los combates y que las víctimas de la represión habrían sido unas 1.200. Por su parte Jay Allen, que estuvo una semana después, situó en 4.000 el número de víctimas. Esa misma cifra es la que reconoció el propio teniente coronel Juan Yagüe ante el periodista estadounidense John T. Whitaker, del New York Herald Tribune, cuando este le interrogó sobre lo sucedido:

Por supuesto que los matamos. ¿Qué esperaba usted? ¿Que iba a llevar 4000 prisioneros rojos conmigo, teniendo mi columna que avanzar contrarreloj? ¿O iba a soltarlos en la retaguardia y dejar que Badajoz fuera roja otra vez.

Desde entonces los diversos autores e historiadores que se han ocupado del tema han ido dando estimaciones que oscilan entre un mínimo de «entre doscientos a seiscientos» hasta un máximo de 9.000. El filósofo cristiano Jacques Maritain habló de «cientos de hombres» y el escritor y militante socialista Julián Zugazagoitia de «cientos de prisioneros» que fueron llevados «atraillados como perros de caza» a la plaza de toros para ser ametrallados. César M. Lorenzo afirma que fueron unos 1500, Manuel Tuñón de Lara 1200, Ricardo Sanz más de 3000 y James Cleugh 2000. David Solar da la cifra de 2000.
Hugh Thomas, por su parte, afirmó que «probablemente nunca se sabrá el número exacto de muertos» y que puede que no llegaran a la cifra dada por Jay Allen. Francisco Pilo, escritor pacense, que escribió en 2001 dos libros sobre este tema (Ellos lo vivieron. Sucesos en Badajoz durante los meses de julio y agosto de 1936, narrados por personas que los presenciaron y La represión en Badajoz, continuación del anterior) también pone en duda las cifras de Jay Allen, a pesar de que historiadores como Paul Preston consideran a Allen un referente del periodismo de guerra.
El escritor Pío Moa niega la existencia de las ejecuciones en la plaza de toros, y propone una cifra de entre 500 y 1500 represaliados, lo que ha sido cuestionado por historiadores como Javier Tusell.
Las cifras más altas son las estimadas por la Asociación para la Recuperación de la Memoria Histórica, que lleva a cabo la tarea de localizar fosas comunes de víctimas de la represión, ya que mantiene que el número de víctimas en Badajoz oscilaría entre las 4000 y las 9000. Unas cifras que Francisco Espinosa Maestre considera «excesivas» y que además carecen de «respaldo alguno».
Francisco Espinosa Maestre ha estudiado las dos fuentes principales para determinar el número muertos: el Libro de Registro de Entradas del Cementerio de Badajoz y los libros de Registro de Defunciones del Juzgado de Badajoz. El primero arroja 420 inscritos entre el 15 de agosto y el primero de diciembre de 1936 ―sin que exista registro alguno de los sepultados en la fosa común―, mientras que en el segundo aparecen registradas 268 personas que no están en la lista del cementerio, lo que arroja un total de 688. Como en otros lugares donde hubo una fuerte represión como Sevilla o Huelva, la mayoría de las víctimas no fueron inscritas en los registros. Así si les aplicamos la misma proporción que se da en Huelva y en Sevilla entre inscritos y desaparecidos, que es de 1 frente a 5-6, esto arrojaría una cifra total de víctimas en Badajoz en torno a 3.800, lo que supondría una porcentaje elevadísimo pues sería del 33 por 1000 frente al 4 por 1000 de Sevilla o al 10 por 1000 de Huelva.
Paul Preston ha calificado el trabajo de Espinosa Mestre como «un estudio riguroso de los hechos» por lo que considera válida la cifra de 3.800. «Sus investigaciones revelan que, aun comparando solo el limitado número de muertes registradas, hubo mas ejecuciones en Badajoz entre los meses de agosto y diciembre de 1936 que en Huelva y Sevilla juntas». Preston también ha destacado «la desproporción de estas cifras» con las 185 bajas sufridas por el bando sublevado, de ellas 44 muertos.

## Responsabilidades
Según algunos estudios, la campaña de ejecuciones masivas llevada a cabo en los primeros meses de la guerra obedece a una directriz de los principales líderes de la sublevación, Francisco Franco y Emilio Mola, para "purgar el país concienzudamente de todos los elementos rojos". Esta campaña ha sido denominada como política de exterminio del adversario político.
Jay Allen consiguió entrevistar a Franco, en Tetuán (Marruecos español), el 27 de julio anterior. A raíz de la entrevista, Allen publicó un artículo con la siguiente conversación:

Allen: "¿Durante cuánto tiempo se prolongará la situación ahora que el golpe ha fracasado?"
Franco: "No puede haber ningún acuerdo, ninguna tregua. Salvaré a España del marxismo a cualquier precio"
Allen: "¿Significa eso que tendrá que fusilar a media España?"
Franco: "He dicho a cualquier precio".

En el momento de producirse la matanza, los máximos responsables militares en la ciudad eran:
- Juan Yagüe, teniente coronel al mando de las unidades que tomaron la ciudad y responsable de los fusilamientos. Comandante en jefe de la columna que llevó a cabo el avance sublevado desde el sur de España. El periodista portugués Mário Neves tuvo oportunidad de entrevistarse con él en los primeros días de acontecimientos, y al formularle el comentario "Se dice que más de dos mil personas han sido fusiladas ya en Badajoz", Yagüe espetó un seco "No deben ser tantos".[124][125]
- Antonio Castejón, comandante de Infantería, involucrado en matanzas similares en Zafra, Almendralejo y Mérida.
- Carlos Asensio, teniente coronel de las Fuerzas Regulares Indígenas de Tetuán, que participó en la toma de Badajoz, Toledo y Talavera de la Reina.

## Genocidio
La victoria final en la guerra civil española del bando sublevado y la desaparición de todos los archivos municipales y provinciales relacionados con los sucesos de Badajoz han hecho que estos jamás hayan sido llevados ante un tribunal. 

### Informes
En 2004, la organización para la defensa de los derechos humanos Equipo Nizkor presentó un informe con el título "La cuestión de la impunidad en España y los crímenes franquistas", siendo el primer estudio sobre estos crímenes desde la perspectiva del Derecho Internacional, aludiendo en uno de sus apartados al exterminio de Badajoz como crímenes contra la humanidad en virtud del Estatuto de Núremberg. El 18 de julio de 2005, Amnistía Internacional, tras tres años de trabajos, presentó su informe «España: poner fin al silencio y a la injusticia. La deuda pendiente con las víctimas de la guerra civil española y del régimen franquista», donde tipifica la masacre de Badajoz de acuerdo a las convenciones de la ONU sobre genocidio.

### Denuncias
En 2006, el PSOE de Badajoz calificó como genocidio los hechos ocurridos en la ciudad en 1936.
El 18 de julio de 2007 varias asociaciones presentaron denuncias ante la Audiencia Nacional para la investigación de los hechos, pero estas fueron desestimadas, ya que «los delitos habían prescrito o, en todo caso, estaban sujetos a la Ley de Amnistía de 1977». En septiembre de 2008, el juez de Instrucción número 5 de la Audiencia, Baltasar Garzón, volvió a impulsar estas denuncias. El fiscal de la Audiencia Nacional alegó que los delitos de genocidio y crímenes de lesa humanidad no estaban tipificados en el Código Penal de 1932, que regía cuando se cometieron, y que no se pueden aplicar con carácter retroactivo. La Asociación para la Recuperación de la Memoria Histórica de Extremadura (Armhex), presentó a Garzón los datos documentados de 7.603 asesinados en la provincia de Badajoz, y este (amparándose en que son delitos que no prescriben) imputó al régimen franquista, el 14 de octubre, un delito de genocidio por estos y otros sucesos.
Finalmente, el 18 de noviembre, el juez declaró extinguida la responsabilidad penal de Franco y de otros 44 altos mandos de su gobierno, tras haber comprobado el acta de defunción de todos ellos. Entre los imputados figuraban los nombres de Juan Yagüe y Carlos Asensio. Además transfirió la investigación de los crímenes a los juzgados de instrucción de las provincias en que están las fosas comunes, entre las que está incluida la de Badajoz. En 2010, el juez del Tribunal Supremo Luciano Varela admitió a trámite una querella interpuesta por Falange Española contra Garzón acusándole de prevaricación por asumir la causa contra el franquismo, al entender que no tenía las competencias para ello.

## Homenajes
Desde 1986, cada 15 de agosto se lleva a cabo en el Cementerio Viejo de Badajoz un acto de homenaje a las víctimas de la masacre de 1936. Además, la principal avenida de la ciudad lleva el nombre del entonces alcalde, Sinforiano Madroñero, del PSOE, que también fue ejecutado durante la matanza.
En 2002, se llevó a cabo la demolición de la antigua plaza de toros, y se levantó en el lugar el nuevo Palacio de Congresos de Badajoz, inaugurado en 2006. En el edificio se ubicó una escultura en recuerdo de las víctimas, obra de Blanca Muñoz, cuya sombra forma unas líneas inconexas pero dibuja una espiral cada 14 de agosto.
A principios de 2009, el Ayuntamiento de Badajoz acometió el retapiado de los antiguos muros del Cementerio de San Juan de Badajoz, donde se llevaron a cabo fusilamientos masivos, alegando motivos urbanísticos y el mal estado de los mismos. Varias organizaciones ciudadanas, secundadas por los historiadores Francisco Espinosa, Ian Gibson, Julio Aróstegui, Mirta Núñez, Julián Casanova, Josep Fontana, Paul Preston, Hilari Raguer, Alberto Reig Tapia, Ángel Viñas y Helen Graham llevaron a cabo una campaña y un manifiesto intentando la paralización de la obra, al considerar que se tapaba parte de la memoria de la ciudad, pero al final esta fue llevada a cabo.